# القيارة
القيارة هي بلدة عراقية تقع في جنوب محافظة نينوى على الضفة الغربية لنهر دجلة، وحوالي 60 كم (35 ميلا) جنوب الموصل. تقع في محافظة الموصل وهي مركز ناحية القيارة. يبلغ عدد سكانها 398,989 نسمة. وتقع البلدة بالقرب من حقل القيارة النفطي وفي ضواحيها الجنوبية الغربية مصفاة لتكرير النفط. يقع مطار القيارة الغربي على بعد 20 كيلومترًا غرب المدينة.
سقطت المدينة والمنطقة الفرعية في أيدي تنظيم الدولة الإسلامية في العراق والشام في يونيو 2014. أفادت التقارير أن استعادة السيطرة عليها كانت ذات أهمية إستراتيجية للهجوم لاستعادة الموصل في عام 2016. في أغسطس 2016، تم الاستيلاء على القيارة بالكامل من قبل القوات العراقية، حيث صرح الفريق رياض جلال توفيق بأنهم سيطروا على جميع أنحاء المدينة، وأشاد رئيس الوزراء حيدر العبادي بالاستيلاء على المدينة باعتباره «خطوة رئيسية في القتال» ضد داعش. في يوليو/تموز 2016، قال البنتاغون إنه سيرسل 560 جنديًا آخر إلى العراق، بشكل أساسي لتطوير مطار القيارة واستخدامه كدعم للهجوم المخطط له على الموصل. بعد تحرير البلدة، شكل أفراد قبيلة الجبور من القيارة والقرى المجاورة الفوج 39 لقوات الحشد الشعبي (الملقب بـ «مغاوير الجبور» أو «أسود دجلة») لمحاربة تنظيم الدولة الإسلامية في العراق والشام (ISIL). شاركت هذه الوحدة لاحقًا في معركة الموصل (2016-2017).
اشتق اسم المدينة من الكلمة العربية التي تعني القطران. 
اشتهرت القيارة بينابيع القار منذ العصور الوسطى على الأقل. مر ابن بطوطة بالقيارة ووصف كيف يُصدَّر القار إلى البلدات الأخرى. كما أشار شهاب الدين العمري إلى أن ينابيع القيارة تدر دخلاً كبيرًا على السلاطين.

## مشاهير القيارة
- فرحان الجبوري، ضابط مخابرات عراقي
- نجم عبد الله الجبوري، ضابط بالجيش العراقي